# 9GOATS BLACK OUT
9GOATS BLACK OUT(ナインゴーツ・ブラックアウト)は、日本のヴィジュアル系ロックバンド。

## 概要
- 2007年結成。
- utaとhatiが音楽活動から引退していたryoに声をかける形で結成された。[2]
- バンド名の名付け親はryo。誕生日の日付から「9」、山羊座の「GOAT」、黒が好きなので「BLACK」。元々はryoがデザイナーの名義として考えていたもの。[3]
- 「郷愁を帯びたダークな世界観」を表現していると評される。[4]
- 楽曲では緻密に音を重ね、変則的なリズムやシンセサイザーを組み込むデジタルなアレンジを行う。[5]ヘッドフォンで聴かないと気付かないところまで作り込まれているという指摘もある。[6]ryoは、できればカナル型のインナー・イヤフォンで聴いてほしいと語っている。[7]
- ryoは自身がデザイナーでもあるため、音楽配信が一般的な時代だからこそ、CDのパッケージにはこだわりをもって細部まで作り込んでいると語っている。[8]
- 活動休止を挟みながらもコンスタントな作品発表とライブ活動を続けていたが、2012年7月、活動終了を発表。2012年12月19日にラストアルバム「CALLING」をリリースし、2013年2月9日の赤坂BLITZ公演をもって解散した。

## メンバー
- ryo（ボーカル）
  - ex.D'elsquel（デルスキュエル）→Galruda（ガルーダ）→GULLET(ガレット)→HOLLOWGRAM､DALLE(ダル)
  - 1月19日生まれ。O型。新潟県出身。[9]
  - 音楽に興味を持ったのは小学生高学年頃にBOØWYを聴いたのがきっかけ。はじめて見たライブは氷室京介のソロライブである。[10]
  - 新潟JUNK BOXで黒夢のインディーズ時代のライブを見て、自身もバンド活動を行うことを考え始め、高校を中退して新潟のライブハウス経営兼イベント製作会社でアルバイトを始める。[11]
  - 黒夢のコピーバンドから始めたD'elsquelでオリジナルの曲も発表するようになり、テレビ朝日系音楽番組「Break Out」で紹介されるなど注目を集める。メジャー・デビューのオファーもあったがメンバー間の意見が乱れ解散する。[12]
  - Galrudaでの活動を経て、現lynch.の玲央から連絡を受け、名古屋市に移住しGULLETを結成。3年程度の活動の後解散。[13]
  - 音楽活動を引退して新潟でデザイナーとして働いていたところ、lynch.のバンドロゴを見てデザインの依頼をしてきたutaとhatiと出会う。[2]
  - その歌声は低く豊かな声、高い裏声、デスヴォイスを自在に使いこなしていると評される。[8]
  - デザイナーとしても活動しており、D'espairsRayなどの音源のジャケットデザインも手がけた。その際の名義は「ryo(9GOATS BLACK ART)」と表記される。
  - 2013年よりex.GULLETのyukino､ex.MELLOの夢時らとHOLLOWGRAMを結成し､活動中｡
  - 2015年、DALLEに加入。2016年12月16日、DALLE 1stアルバム『ambivalence to violenta』をリリース。2017年3月18日、DALLE 香港単独公演を開催。
- uta（ギター）
  - ex.Rayarch(Chikage)
  - 3月26日生まれ。 新潟県出身。[2]
  - アルバム「TANATOS」リリース時より、表記を"utA"から"uta"に変更。
  - hatiとともに、9GOATS BLACK OUT結成以前は演奏力を疑問視されていたが、2010年時点では技術力が向上し、独創的なプレイを行うと評されている。[8]
  - まだ自分のスキルでは完成できない奏法もあるが、フレーズを考えたり、気持ちを込めて演奏するために弾き方を工夫していると語っている。[7]
  - 2013年10月より､DIR EN GREYの京が率いるsukekiyoのメンバーとして活動中｡
- hati（ベース）
  - ex.Rayarch(kaya)
  - 6月9日生まれ。 新潟県出身。[2]
  - 4弦ベース指弾きをメインのプレイスタイルとしている。

### サポートメンバー
- takumi（ドラム）（2011年 - ）

### 元サポートメンバー
- akaya（キーボード、マニピュレーター）（2007年 - 2012年）
2012年4月28日の公演をもってサポート終了したが、2013年2月9日のラストライブに参加。
- aki（ドラム）（2007年 - 2010年）
ex.SIN→GULLET→clozet

## 来歴
- 2007年　結成。
- 2008年8月　ライブ活動を始める。[14]
- 2009年1月　Sugarと東名阪ツーマンツアー「BLACK Sugar POT」。
- 2009年4月11日　SHIBUYA BOXXにて初ワンマンライブ「Bright Garden」。[7][15]
- 2009年5月　東名阪追加公演「Bright Garden act II」。
- 2009年9月12日　新潟JUNKBOX miniにてワンマンライブ。
- 2009年9月21日　Shibuya O-Westにてワンマンライブ「Sink to Hell」。[15]
- 2009年11月-12月　東名阪ワンマンツアー。
- 2010年4月　cocklobinとのカップリングツアー「deep sleepers」（全8会場)。
- 2010年5月7日　渋谷CLUB QUATTROにてワンマンライブ「the Orphee」。[9]
- 2011年1月　東名阪ワンマンツアー「Melancholy pool」。
- 2011年4月-5月　犬神サーカス団とのカップリングツアー「犬の頭と黒山羊スープ」（全10会場、仙台公演は中止、11月に振替公演）。
- 2011年6月17-19日　高田馬場CLUB PHASEにて3日連続ワンマン公演「the Retrospect」。
- 2011年8月5日　渋谷WWWにてワンマンライブ「The Strange Case of Dr.Jekyll and Mr.Hyde」。
- 2011年11月　東名阪ワンマンツアー「illness」。
- 2011年11月-2012年1月　amber grisとのカップリングツアー「アンビエント・サーカス」（全7会場)。
- 2012年2月-3月　Moran、Dollyとのカップリングツアー「異形のパレード」（全9会場)。9月には東京で追加公演。
- 2012年4月　主催イベント「Special weekend act So Amazing Twilight [ S.A.T. ] 」（全4会場)。
- 2012年7月28日　オフィシャルサイトにて2013年の活動終了、解散を発表。
- 2012年8月　東名阪ワンマンツアー「Kind of human mind」。
- 2013年1月　東名阪ワンマンツアー「Translucent Hollows」。
- 2013年2月9日 赤坂BLITZにてラストライブ「Silence」。

## ディスコグラフィ

### シングル
| No. | 発売日        | タイトル          | 規格品番                        | 発売元 | 最高順位                            |
| --- | ------------- | ----------------- | ------------------------------- | ------ | ----------------------------------- |
| 1st | 2008年9月9日  | Sleeping Beauty   | 限定盤9GCD-002 流通盤NINE-002   | dalli  | 161位（2008年9月22日付）            |
| 2nd | 2011年8月10日 | Rorschach inkblot | 限定盤9GCD-0007 流通盤NINE-007  | dalli  |                                     |
| 3rd | 2011年11月9日 | Draw              | 限定盤9GCD-0008 流通盤NINE-008  | dalli  |                                     |
| 4th | 2012年2月14日 | Karte             | 限定盤 9GCD-009 流通盤 NINE-009 | dalli  | インディーズ10位（2012年2月27日付） |

### アルバム
| No. | 発売日                                                  | タイトル          | 規格品番                                      | 発売元 | 最高順位                |
| --- | ------------------------------------------------------- | ----------------- | --------------------------------------------- | ------ | ----------------------- |
| 1st | 先行通販販売盤2008年1月25日 通販盤・流通盤2008年4月30日 | devils in bedside | 先行通販販売盤9GCD-001 通販盤・流通盤NINE-001 | dalli  |                         |
| 2nd | 2009年2月14日                                           | Black rain        | 限定盤9GCD-003 流通盤NINE-003                 | dalli  |                         |
| 3rd | 2010年3月24日                                           | TANATOS           | 限定盤9GCD-004 流通盤NINE-004                 | dalli  | 294位（2010年4月5日付） |
| 4th | 2012年12月19日                                          | CALLING           | 限定盤9GCD-010+9GVD-003 流通盤NINE-010        | dalli  |                         |

### DVD
| 発売日                                  | タイトル                                               | 規格品番                      | 発売元 | 最高順位 |
| --------------------------------------- | ------------------------------------------------------ | ----------------------------- | ------ | -------- |
| 限定盤2009年7月25日 流通盤2011年5月25日 | 20090411 Shibuya-Boxx live in Bright Garden            | 限定盤9GVD-001 流通盤NINE-006 | dalli  |          |
| 2011年4月23日 一般発売2011年5月25日     | "Melancholy pool" live in Shibuya O-WEST 22nd Jan 2011 | NINE-005                      | dalli  |          |